# Cochlostoma asturicum
Cochlostoma asturicum is een slakkensoort uit de familie van de Megalomastomatidae. De wetenschappelijke naam van de soort is voor het eerst geldig gepubliceerd in 1990 door Raven.